# Creatonotos fulvomarginalis
Creatonotos fulvomarginalis är en fjärilsart som beskrevs av Wichgraf 1921. Creatonotos fulvomarginalis ingår i släktet Creatonotos och familjen björnspinnare. Inga underarter finns listade i Catalogue of Life.